# Monti Jemez
I monti Jemez ([ˈhɛmɛz]) sono un gruppo montuoso di origine vulcanica situato tra le contee di Rio Arriba, Sandoval e Los Alamos nel Nuovo Messico, negli Stati Uniti.
Numerose tribù indiane pueblo hanno vissuto nella regione dei monti Jemez da prima che gli spagnoli arrivassero nel Nuovo Messico. Gli indiani pueblo di questa regione sono i Jemez di lingua towa, da cui prende il nome questa catena montuosa, i Keresan di lingua keres e i Tewa di lingua tewa. Tsąmpiye'ip'įn è il nome in lingua tewa dei monti Jemez.
Il punto più alto della catena montuosa è il monte Chicoma (anche scritto come Tschicoma o Tchicoma) ad un'altitudine di 3 524 metri sul livello del mare. La città di Los Alamos e il Los Alamos National Laboratory sono adiacenti al lato orientale della catena montuosa, mentre la città di Jemez Springs si trova a ovest. La Pajarito Mountain Ski Area è l'unica area sciistica dei Jemez. La New Mexico State Highway 4 è la strada principale che fornisce l'accesso veicolare alle località nei monti Jemez.